# مستويات الصحة الأمريكية

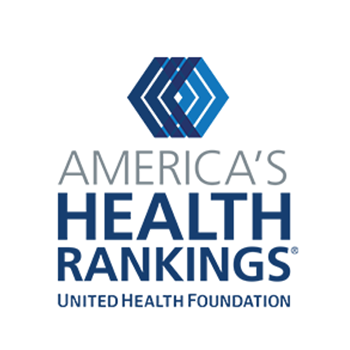

'مستويات الصحة الأمريكية هو التّقرير السّنوي الّذي يقيس الصحّة العامّة للأفراد في الولايات المتّحدة الأمريكيّة، من خلال استخدام مجموعة شاملة من محدّدات الصحّة ذات الصلة. يقدّم التّقرير مستويات رسمية معيّنة من 1إلى 50 عبر مجموعة متنوّعة من المعايير الصّحية الوطنيّة. المستويات الرسمية محدّدة بتقييم أربعة عوامل: السلوك، البيئة والمجتمع الّذي يعيش فيه النّاس، القرارات تتّخذ من قبل سياسات العامّة والصّحة وممارسات الحكومة والعناية السريريّة المتلقّاة. مستويات الصحة الأمريكية هي نتيجة شراكة بين مؤسسة الصحة الأمريكيّة، وجمعية الصحة العامة الأمريكية وشراكة للمنع.

## الغاية
الغاية من مستويات الصحة الأمريكية هي لتحفيز العمل من قبل الأفراد، المجتمعات، الخبراء في مجال الرعاية الصحية، المسؤولين المنتخبين وأرباب العمل لتحسين صحّة السكّان في الولايات المتحدة الأمريكية.

## التاريخ
مستويات الصحة الأمريكية نشرت لأول مرة في 1990 وصنّفت الصحة النسبيّة لسكّان الولايات المتحدة الأمريكية بناءً على 16من المقاييس الصحية. ابتداءً من 2009 , تستخدم 22 معيار لتقييم معلومات شاملة عن الصحة العامة في كل دولة. مستويات الصحة الأمريكية يتم نشرها في شراكة مع مؤسسة الصحة الأمريكية، جمعية الصحة العامة الأمريكية وشراكة للمنع.

## اللجنة الاستشارية العلمية
في عام 2002, مؤسسة الصحة الأمريكية، بالتنسيق مع جمعية الصحة العامة الأمريكية وشراكة للمنع، كلّفت جامعة كارولاينا الشمالية في كلية تشابل هيل للصحة العامة لإجراء مراجعة مستمرّة لمستويات الصحة الأمريكية. اللجنة الاستشارية العلمية، الّتي يقودها حاليّاً توماس ريكيتس، دكتوراه، M.P.H, أوصى بإجراء مراجعة شاملة للمؤشّر الحالي والتّوصية بإدخال تحسينات من شأنها أن تحافظ على قيمة النسبة، المعلومات الطّويلة ;تعكس الدّور المتطوّر وعلوم الصحة العامة ;الاستفادة من الإجراءات الجديدة أو المحسّنة للصحّة عندما تصبح متاحة ومقبولة ;
إدخال طرق جديدة كلّما كان ذلك ممكناً.
بالإضافة إلى ذلك، تواصل اللجنة العمل على القضايا المتعلّقة بتحسين المؤشّرات الصحية البيئيّة، طرق لإظهار التّباين ضمن المستويات، مؤشّرات الصحة الشّفهية، مؤشّرات الصحة العقليّة، الفوارق الصحية المحسّنة، إجراءات الكلفة المحسّنة، جودة إجراءات الرّعاية ووضع المعايير الدولية.

## منهجيّة
مستويات الصحة الأمريكية تستخدم منهجيّة فريدة من نوعها، يتمّ تطويرها ومراجعتها سنويّاً من قبل اللجنة الاستشاريّة العلميّة، لجنة من كبار علماء الصحة العامة، الّذي يوازن بين مساهمات مختلف العوامل، مثل التدخين، البدانة، الإفراط في الشّرب، ارتفاع معدّلات التّخرج من المدارس، الأطفال في الفقر، الحصول على الرعاية وانتشار أمراض يمكن الوقاية منها، في تقييم الصحة العامّة لسكّان الدّولة.يستند التّقرير على بيانات من الإدارة الأمريكية للصحة والخدمات البشرية، التجارة، التعليم والعمل، وكالة الحماية البيئية الأمريكية، الجمعية الطبية الأمريكية، مشروع دارتموث أطلس، والثقة لصحة أمريكا.
المنهجيّة الكامنة وراء مستويات الصحة الأمريكية يعكس التوقّعات المتطورة ودور الصحة في المجتمع والقدرة على قياس مختلف جوانب الصحة. المنهجيّة تطوّرت على مدى تاريخ التقرير للثبات على هذه التّغييرات.
لكل قياس، البيانات الخام الّتي تمّ الحصول عليها من المصادر المذكورة وتعديلها بالنّسبة للعمر، كما هو ملائم، يقدَّم ويدعى «القيمة.» جميع البيانات المعدّلة حسب العمر تستخدم المعلومات الشّخصية للسكان من أجل السنة المتوسطة من البيانات. على سبيل المثال، إذا كانت البيانات من 2006 إلى 2008, فإنّ تعداد السكان القياسي يوضع في 2007.
ويستند هذا التّقييم بالنسبة لكلّ دولة على الصيغة التّالية: القيمة الرسمية طرحت من قبل المتوسّط الوطني، منقسم من قبل الانحراف المعياري لجميع قيم الدّولة.
كثيراً ما يشار إليها بأنّها «نقاط-زي», هذه النّتيجة تشير إلى عدد من الانحرافات المعياريّة لدولة أعلى أو أدنى من المتوسّط الوطني.دول مع قيمة أعلى من المعدّل الوطني سيكون عندها نتيجة إيجابيّة، بينما تلك الّتي لديها قيم أخفض سيكون لديها نتيجة سلبيّة.

## مكونات الصحة
منظمة الصحة العالمية تعرّف الصحة بأنّها حالة من اكتمال السلامة البدنيّة، العقليّة والاجتماعية وليست مجرّد غياب المرض أو الوهن.
وينظر هذا التقرير في أربع مجموعات من المحدّدات الصحيّة  التي يمكن أن تتأثر:
1. السلوكيات تتضمّن النّشاطات اليوميّة الّتي تؤثّر على عادات الصحة الشّخصية وممارسات الأفراد وتطوّر العائلات الّتي لها تأثير على صحتنا الشخصيّة واستخدامنا للموارد الصحية.هذه السّلوكيات قابلة للتعديل ببذل الجهد من قبل الأفراد الّتي يدعمها المجتمع، السياسة والتّدخلات السريرية.[5]
2. المجتمع والبيئة يعكسان الحقيقة بأنّ الشّروط اليومية الّتي نعيش فيها حياتنا لها تأثير عظيم على تحقيق الصحة الفرديّة المثاليّة.[5]
3. السّياسات الصحية والعامّة هي مؤشّر على توافر الموارد اللازمة للتشجيع والحفاظ على الصحة والمدى الّذي تصل إليه تلك البرامج الصحية والعامّة إلى عامّة السكان.[5]
4. الرّعاية الصحية تعكس الجودة، الملائمة وتكاليف العناية الّتي نتلقّاها في مكاتب الأطبّاء، العيادات والمستشفيات.[5]

## وصفات القياسات
القياسات ال22 الّتي تتضمّن مستويات الصحة الأمريكيّة 2009 هي من نوعين من المحدّدات الصحية والنتائج الصحية. المحددات الصحية تمثّل تلك الإجراءات الّتي يمكن أن تؤثّر على الصحة المستقبليّة للسكّان، في حين أنّ النتائج الصحية تمثّل نتيجة ما حدث بالفعل، إمّا خلال الموت أو الأيّام الغائبة بسبب المرض.

### السلوكيات
- انتشار التدخين: النسبة المئويّة من السّكان الّذين تزيد أعمارهم عن 18 سنة الّذين يدخّنون بشكل منتظم.
- انتشار الإفراط في الشرب: النسبة المئوية من السكان الّذين تزيد أعمارهم عن 18 سنة الّذين استهلكوا المشروبات الكحوليّة بإفراط في الأيّام ال30 الأخيرة.يتمّ تعريف الإفراط في الشّرب بخمسة كؤوس للذكر وأربعة كؤوس للأنثى في جلسة واحدة.
- انتشار السمنة: النسبة المئويّة من السّكان الّذين يعتبرون بدناء، مع مؤشر كتلة الجسم (BMI) حوالي 30,0 أو أكثر.
- التّخرج من المدرسة الثّانوية: النسبة المئويّة لطلّاب الصفّ التّاسع الّذين يتخرّجون من المدرسة الثّانوية في أربع سنوات بدرجة عاديّة، حسبما أفاد المركز الوطني لإحصائيات التعليم التزاماً بمبادرة عدم ترك أي طفل.

### المجتمع والبيئة
- جريمة العنف: عدد جرائم القتل، الاغتصاب، السرقات والاعتداءات الجسيمة لكلّ 100,000 من السكان.إ
- الضحايا المهنية: عدد الوفيّات من الإصابات المهنيّة لكلّ 100,000 من العمّال.
- الأمراض المعدية: عدد حالات الإيدز، السل والتهاب الكبد (AوB) المبلّغ عنها لمراكز مكافحة الأمراض واتقائها لكلّ 100,000 من السكان.
- الأطفال في الفقر: النسبة المئويّة للأشخاص تحت سنّ 18 عاماً الّذين يعيشون في عائلات عند، أو أقلّ من عتبة الفقر.
- تلوث الهواء: متوسّط تعرّض النّاس إلى مواد جزيئيّة من 2,5 ميكرومتر أو أقلّ في الحجم.

### السياسات العامة والصحية
- قلّة التأمين الصحي: النسبة المئويّة للسكان الّذين ليس لديهم تأمين صحي بشكل خاصّ، مع أرباب عملهم أو من خلال الحكومة.
- تمويل الصحة العامة: التّمويل الحكومي المخصّص للصحة العامة، بالإضافة إلى التّمويل الفدرالي الموجّه إلى الدّول من قبل مراكز مكافحة الأمراض والوقاية منها والمصادر الصحية وإدارة الخدمات، ظهرت على أساس نصيب الفرد.
- تغطية التلقيح: النسبة المئوية للأطفال من سن 19 حتى 35 شهراً الّذين حصلوا على أربع جرعات أو أكثر من اللقاح الثلاثي، ثلاث جرعات أو أكثر من لقاح شلل الأطفال، جرعة واحدة أو أكثر من أيّ لقاح ضدّ الحصبة، ثلاث جرعات أو أكثر من اللقاح المضاد للمرض، وثلاث جرعات أو أكثر من لقاح التهاب الكبد البائي.

### الرعاية السريرية
- العناية قبل الولادة: النسبة المئوية للنساء الحوامل الّلواتي يتلقّين الرعاية الكافية قبل الولادة، كما هو معرّف من قبل كفاية أديكواسي لدليل الاستفادة من الرعاية قبل الولادة (APNCU).
- أطباء الرعاية الأولية: عدد أطبّاء الرعاية الصحية الأوليّة (بما في ذلك الممارسة العامّة، ممارسة الأسرة، طبّ التوليد، طبّ الأطفال والطبّ الدّاخلي) لكلّ 100,000 من السكان.
- العلاج بالمستشفى الّذي يمكن تجنّبه: معدل التصريف بين سكّان الرعاية الطبية للتشخيصات القابلة للعلاج بدون مستشفى.

### النتائج
- أيّام الصحة العقليّة السيئة: عدد الأيّام في الأيّام ال30 السّابقة عندما يشير شخص إلى أنّ نشاطاتهم محدودة بسبب صعوبات الصحة العقليّة.
- أيّام الصحة البدنيّة السيئة: عدد الأيّام في الأيام ال30 السّابقة عندما يشير شخص إلى أنّ نشاطاتهم محدودة بسبب صعوبات الصحة البدنية.
- عدم التكافؤ الجغرافي: الاختلاف بين معدّلات الوفيّات الإجماليّة للمقاطعات داخل الدّولة.المساواة بين المقاطعات ستظهر من خلال التّباين المنخفض.
- وفيات الرضع: عدد وفيّات الرضع (قبل سنّ الواحدة) لكلّ 1000 من المواليد الأحياء.
- الوفيّات القلبيّة الوعائيّة: عدد الوفيات النّاجمة عن جميع الأمراض القلبية الوعائية، بما في ذلك أمراض القلب والسكتات الدماغية، لكلّ 100,000 من السكان.
- الوفيات بالسرطان: عدد الوفيات الناجمة عن جميع أسباب السّرطان لكلّ 100,000 من السكان.
- الموت السّابق لأوانه: عدد السنوات من الحياة المحتمل فقدها قبل عمر 75 لكلّ 100,000 من السكان.

## وصلات خارجية
- منظمة الصحة المتحدة
- جمعية الصحة العامة الأمريكية
- المشاركة من أجل المنع
- منظمة الصحة العالمية
- وزارة الصحة الأمريكية والخدمات الإنسانية
- مراكز مكافحة الأمراض والوقاية منها
- المركز الوطني للإحصائيات الصحية
- الجمعية الوطنية لضبّاط الموازنة العامة للدولة
- وزارة التجارة الأمريكية نسخة محفوظة 6 مايو 2021 على موقع واي باك مشين.
- مكتب إحصاء السكان